# Пляж «Сонячний»
Сонячний пляж (крим. Sonăçnıy plâj) — пляж у Севастополі в мікрорайоні Стрілецька бухта на березі Херсонеської (Пісочної) бухти, між санаторієм «Будівельник» (ліворуч) і археологічним заповідником «Херсонесом Таврійським» (праворуч).
Поруч з пляжем — невеликий парк. Довжина — 100 метрів. Створений в 1970-ті роки і спочатку належав Херсонеському музею. Раніше пляж називали «Солдатським» з тієї причини, що на нього приходили купатися солдати прилеглих частин прикордонників і ППО.
Берег — дрібна і середня галька, глибше — пісок. Ліворуч і праворуч — скелястий берег. Бетонна стінка і буна відокремлюють пляж від Херсонеса Таврійського.
У 1960-х роках тут був знятий фільм «Казка про царя Салтана». Ліворуч і праворуч на скелястому березі були побудовані два великих міста-фортеці з «золотими» куполами і пристанями.